# Chiaffredo Bergia
Chiaffredo Bergia (Paesana, 1º gennaio 1840 – Bari, 2 febbraio 1892) è stato un carabiniere italiano.
Chiamato "l'eroe degli Abruzzi" fu Capitano dell'Arma dei Carabinieri pluridecorato che contribuì a combattere il brigantaggio nella provincia dell'Aquila, nel periodo successivo all'Unità d’Italia, quando il fenomeno era molto diffuso nelle regioni del Mezzogiorno. Viene ricordato per i suoi metodi innovativi per la sua epoca utilizzati nel contrasto al fenomeno criminale, tra questi, l'uso di travestimenti per potersi avvicinare ai banditi e catturarli.

## Biografia

### L'infanzia
Figlio di contadini poveri, analfabeta, crebbe con i cinque fratelli in un ambiente di ordinari stenti nel piccolo paese di Paesana, nella media Valle Po.
A quindici anni emigrò in Francia con il fratello Giacomo in cerca di fortuna, e come primo lavoro fecero i pastori nel paese di Embrun.
Una notte Chiaffredo ascoltò attraverso il pavimento un colloquio che si svolgeva fra due sconosciuti italiani nella stanza inferiore: un evaso dal carcere di Gaeta condannato a morte e un ex-colonnello napoletano.

Cresciuto con un grande senso del dovere e di rispetto civico, il giovane ritenne opportuno informare i gendarmi e qualche giorno dopo depose a Tolone come testimone. Non sapendo scrivere firmò la deposizione con una croce e giurò a se stesso di imparare.
Nel suo girovagare in cerca di fortuna, imparò a leggere e scrivere, si spostò da Hyères a Lione e a Marsiglia, dove appena diciottenne, fu testimone di un'aggressione e decise di intervenire riuscendo ad acciuffare il malvivente e a consegnarlo alle forze dell'ordine.

### La situazione in Italia
Dopo il plebiscito del 21 ottobre del 1860 che sanciva l'adesione delle province ex-borboniche allo Stato italiano unitario (tra cui Chieti), dopo l'impresa garibaldina che aveva suscitato aspettative nel mondo contadino senza riuscirvi, la leva obbligatoria, nuove tasse e le leggi anticlericali, si generò in Italia un diffuso malcontento che diede il via al fenomeno del brigantaggio.

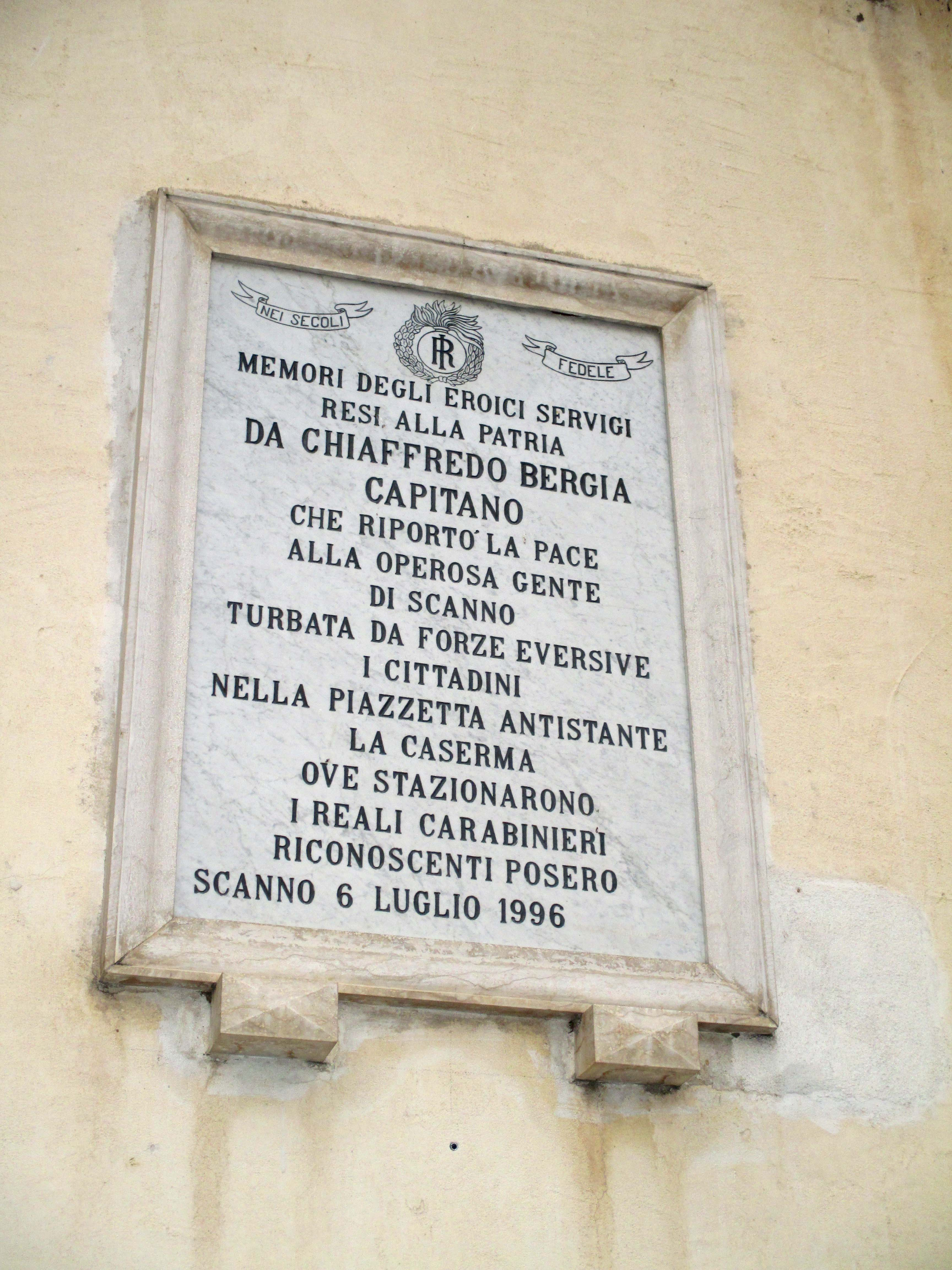
Scanno (Aq). Lapide con dedica a Chiaffredo Bergia

Fenomeno che si distinse fra le prime sommosse organizzate a scopo politico auspicando ad una restaurazione borbonica con il ritorno di Francesco II e quei fatti che successivamente invece caratterizzarono gli anni sessanta con scorribande, omicidi, furti e rapine.
Contro il brigantaggio il Governo italiano emanò leggi eccezionali (legge Pica) e lo stato d'assedio con una repressione affidata all'esercito, con tutti i suoi corpi.

### Al servizio dell'Arma
Nel dicembre 1860 ci fu la chiamata di leva, l'obbligo militare, e Chiaffredo rientrò in Italia, domandò di essere ammesso nell'Arma dei Reali Carabinieri, e avendo tutte le qualità richieste fu accolto nella Legione allievi di Torino.

Nell'agosto 1862 ci fu il suo primo atto di coraggio: la cattura di 5 briganti dopo 3 giorni di inseguimenti. Bergia si guadagnò la prima menzione onorevole.
Come carabiniere effettivo venne destinato alla Stazione di Scanno (Legione di Chieti). Ben presto fu amato dal popolo e fu è l'unico ad essere in grado di opporsi al brigantaggio: si mascherava per trarre in inganno il brigante stesso per poi avventarsi al momento opportuno sul malfattore e ingaggiare una lotta corpo a corpo riuscendo sempre ad affidarlo alla giustizia.
Nell'estate del 1863 nelle campagne intorno a Scanno, Bergia, insieme con i suoi commilitoni, si imbatté in nove briganti ben armati: era la banda Tamburrino. I tre carabinieri aprirono il fuoco. Un carabiniere fu ferito, ma Bergia riuscì a coprire la ritirata fino alla caserma.

Con regio decreto, l'11 ottobre 1863 venne insignito della medaglia d'argento al valor militare. Il 1º agosto 1867 fu promosso al grado di vicebrigadiere e assegnato al comando della stazione di Campotosto, sempre in Abruzzo.
Il 29 novembre 1867 i carabinieri di tre stazioni e un drappello di soldati individuarono tre briganti in una cascina isolata. Fecero un'irruzione fulminea e dopo una pericolosa colluttazione, i tre furono catturati. Per Bergia menzione onorevole, poi commutata in medaglia di bronzo al valor militare e la promozione a brigadiere.
Nel mese di giugno 1868 al comando di una pattuglia, riuscì a scovare e uccidere il brigante Palombieri, il quale organizzava orde provenienti dallo stato pontificio finalizzate ad effettuare frequenti scorrerie. il 17 giugno di quell’anno, Bergia, al comando di una pattuglia, riuscì a scovare il brigante ed ucciderlo. tale intervento permise di evitare un’invasione del comune di Fano Adriano per vendicarsi di diversi possidenti ed in particolar modo nei confronti del sindaco. Bergia venne fregiato della seconda Medaglia d'Argento al Valor Militare.
Con lo scioglimento della legione di Chieti, il brigadiere fu assegnato a quella di Bari. Lì, da nove anni, la banda con il nome di Pomponio terrorizzava la gente nella piana del Trigno, nelle province dell'Aquila e di Campobasso. Capibanda erano Giuseppe Pomponio, plurirapinatore e omicida, sul quale pendeva una taglia governativa di tremila lire e Pasquale d'Alena, famoso per atti di ferocia, sul quale pendeva oltre che la taglia di tremila lire, una pensione vitalizia per chi lo avesse consegnato alla giustizia. Questa banda di malfattori nell'autunno del 1870 aveva catturato un ricco proprietario di Montazzoli, Gaetano Franceschelli, chiedendo un riscatto di oltre sessantamila lire. Nonostante ne avessero già incassata buona parte, i briganti non avevano liberato il prigioniero.
Bergia, di recente destinato al comando della stazione di San Buono, fece spargere la voce di essere stato trasferito altrove; invece con altri 4 carabinieri partì alla volta di Dogliola appostandosi nei pressi del paese, sulla riva sinistra del fiume Trigno. Dopo ore d'appostamento riuscirono a catturare e uccidere D'Alena, mentre un altro brigante, Berardino Di Nardo, si dava alla fuga. Giuseppe Pomponio, sentendo i colpi d'arma da fuoco si allontanò con il rapito Gaetano Franceschelli, il quale, seppur avanti con gli anni, attese che Pomponio si addormentasse e gli tolse il fucile: sparò due colpi ferendo il brigante alla spalla e di striscio in pieno volto, poi si diede alla fuga per i campi. Pomponio inseguì facilmente il Franceschelli data l'età, lo raggiunse ad un chilometro di distanza e lo finì con cinque colpi di rivoltella alla schiena. Ma le ferite riportate non erano di poco conto e lo costrinsero a chiedere asilo nella casa di Angelo Maria Argentieri. Viste però le condizioni precarie di Pomponio, Argentieri, volendo salvarsi dalla galera, riferì tutto ai carabinieri facendolo catturare.
Con la morte di Pomponio e dei suoi compagni, fu quasi totalmente estirpata la mala pianta del brigantaggio in quelle zone. Bergia fu decorato della medaglia d'oro al valor militare.
Nei mesi seguenti si dedicò ai fiancheggiatori e ai finanziatori occulti della malavita, spesso cittadini al di sopra di ogni sospetto. Ne assicurò alla giustizia quarantadue. Ricevette dai comuni di Dogliola e Lentella sostanziosi premi in denaro che rifiutò devolvendo in opere di beneficenza. Tenne per sé gli encomi ufficiali e una medaglia d'oro al valor militare.
Nel maggio del 1871 lo scontro con un'altra feroce banda capeggiata da Croce Di Tola. Dopo giorni di inseguimenti, rifugiati in un capanno per riposare, furono circondati dai briganti. Il brigadiere non si lasciò intimorire e organizzò un'uscita con coprifuoco, nell'incredulità dei malviventi ai quali, presi di sorpresa, non restò altro che fuggire. Il capobanda Di Tola, ferito, venne catturato. A seguito dell'operazione il brigadiere Bergia fu insignito della croce di Cavaliere dell'Ordine Militare di Savoia (oggi Ordine Militare d'Italia) e la giunta municipale di Scanno gli diede la cittadinanza scannese.
Il brigante Angelo Dei Gozzo però, il più feroce tra i superstiti della stessa banda, era ancora libero. Il 7 ottobre 1871 il brigadiere Bergia e quattro suoi carabinieri, travestiti da contadini, s'inoltrarono nel bosco chiamato Guado dell'Orso e si scontrarono con il bandito che venne ucciso. Per tale risultato Bergia venne decorato della terza Medaglia d'Argento al V.M. e insignito al grado di maresciallo.
Passato nel 1877 alla Legione di Milano, venne promosso al grado di Maresciallo Maggiore. Nel 1880 venne nominato Sottotenente e Tenente nel 1883. Nel dicembre 1891 fece ritorno con il grado di Capitano alla Legione di Bari, nei territori che erano stati campo delle sue gesta.
Morì per una polmonite il 2 febbraio 1892 a soli 52 anni.
Il Palazzo del Collegio delle Province, stabile ove è stata fondata l'Arma dei Carabinieri, ospita a Torino la caserma sede del Comando Legione Carabinieri "Piemonte - Valle d'Aosta", che è intitolata a suo nome.
A Chieti gli fu intitolata la caserma dei Carabinieri in Via Arniense, oggi sede del Comando Provinciale.
A Chiaffredo Bergia sono state intitolate, oltretutto, la caserma che attualmente ospita il Comando Legione Carabinieri "Puglia" e quella della Stazione Carabinieri di Scanno (AQ).

### Il matrimonio
Intorno al 1870 Bergia conobbe Claudina Borghese, una ragazzina di sette anni, figlia del suo superiore, il Maggiore Borghese e la sposò quando questa compì appena sedici anni. Dal matrimonio nacquero quattro figli.

## Onorificenze
- Promozione per meriti speciali
- 13 Menzioni Onorevoli e numerosi Encomi